# Mussardia griseoplagiata
Mussardia griseoplagiata là một loài bọ cánh cứng trong họ Cerambycidae.